# Tristan de Bizet
 (octobre 2016).
Si vous disposez d'ouvrages ou d'articles de référence ou si vous connaissez des sites web de qualité traitant du thème abordé ici, merci de compléter l'article en donnant les références utiles à sa vérifiabilité et en les liant à la section « Notes et références ».
Tristan de Bizet était un ecclésiastique qui fut évêque de Saintes de 1550 à 1576.

## Biographie
Tristan de Bizet naquit à Troyes de Nicolas de Bizet, marchand bourgeois de Troyes, et de Jacquette Berthier. Il est ordonné prêtre en 1524 après avoir fait ses études au monastère de Clairvaux comme profès.
Il fut abbé de Signy (1545), de Saint-Nicolas-au-Bois et évêque de Saintes. Il se retira en 1577 après avoir participé au concile de Trente et mourut le 8 novembre 1579 à l'abbaye de Saint-Nicolas-aux-Bois ; il fut enterré au couvent des Bernardins de Paris.
Ses armes étaient : d'azur au sautoir engrelé d'or avec quatre bizets de même.

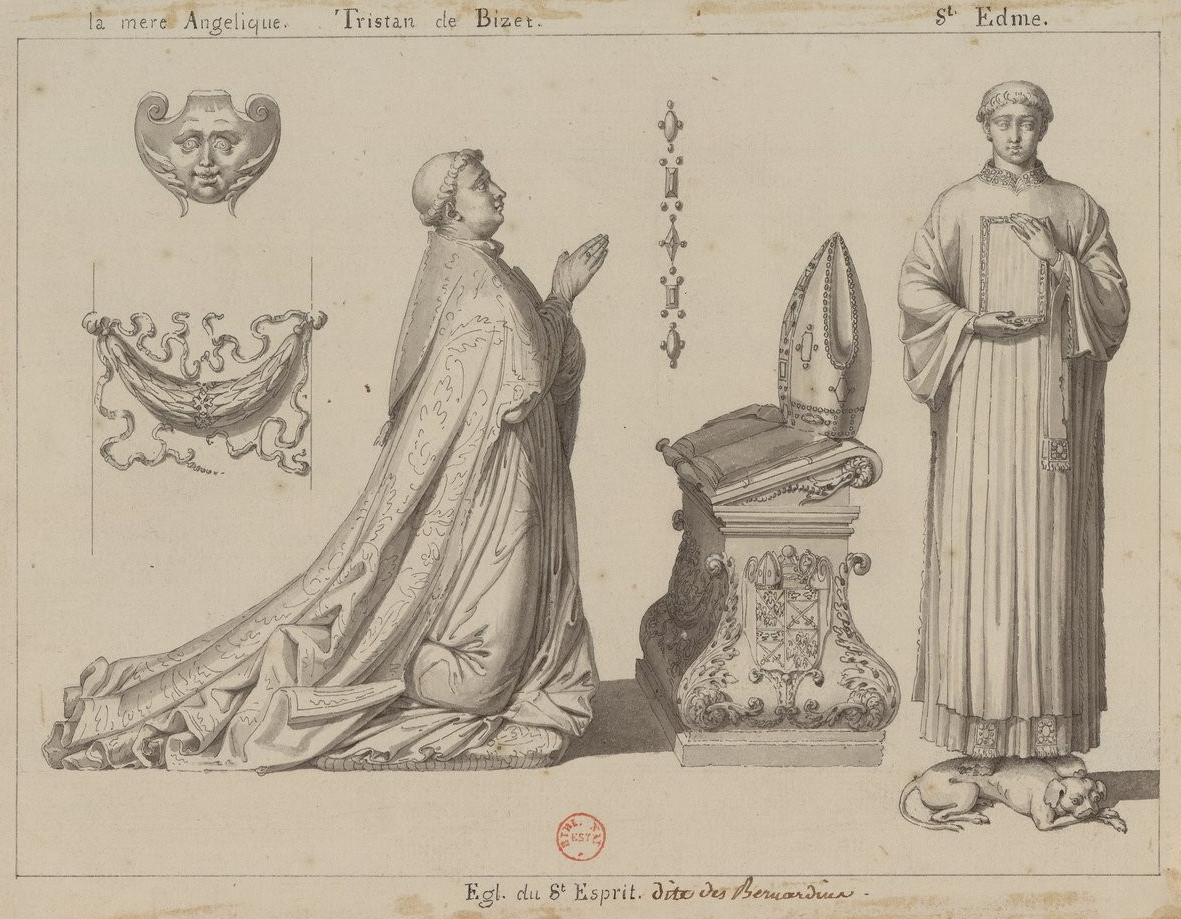
Église du Saint-Esprit, dite des Bernardins - la mère Angelique, Tristan de Bizet, Saint Edme.